# Китово (деревня, Рязанская область)
Китово — деревня в Касимовском районе Рязанской области. Входит в Китовское сельское поселение

## География
Находится в северо-восточной части Рязанской области на расстоянии приблизительно 28 км на запад-юго-запад по прямой от районного центра города Касимов, прилегая с север к селу Китово.

## История
В 1859 году здесь (тогда деревня Касимовского уезда Рязанской губернии) было учтено 44 двора, в 1897—114.

## Население
Численность населения: 1119 человек (1859 год), 710 (1897), 68 в 2002 году (русские 100 %), 22 в 2010.